# Manaos (película)
Manaos es una película del género de aventuras dirigida en 1978 por Alberto Vázquez-Figueroa, y producida por España, México e Italia. Se ambienta en la ciudad brasileña de Manaos.

## Argumento
A finales del siglo XIX, en plena época de la fiebre del caucho, la ciudad de Manaos es un emporio en el que todo tipo de traficantes y esclavistas viven a cuerpo de rey explotando a los trabajadores de las explotaciones caucheras, que trabajan de sol a sol a cambio de una ración de comida. Un grupo de esclavos encabezados por Arquímedes (Fabio Testi) y Howard el Gringo (Jorge Rivero) tratan de huir de la Amazonia. Claudia (Agostina Belli) es una joven conducida allí por Carmelo Sierra (Andrés García) y explotada sexualmente por todos los caucheros de la zona, algo que no olvidará hasta el fin de sus días. Arquímedes, Howard y Claudia huyen a través de la cuenca del gran río, buscando llegar al lejano Ecuador.

## Producción
Basada en la novela del director, editada en 1975. El rodaje tuvo lugar en escenarios de la Amazonía, los mismos en los que se ambienta la obra de Vázquez-Figueroa.

## Reparto
- Fabio Testi ... Arquimedes
- Agostina Belli ... Claudia
- Jorge Rivero ... Howard
- Andrés García ... Carmelo Sierra
- Florinda Bolkan ... Manuela Aranda
- Jorge Luke ... Ramiro
- Alberto de Mendoza ... Mario Buendía
- Milton Rodríguez ... Aranda
- Carlos East ... Scott
- Alfredo Mayo ... Sebastián
- Carlos Nieto ... Yusulaki
- Mike Moroff ... Joao (como Miguel Burciaga)
- Alfredo Wally Barrón ... Saldaña (como Wally Barrón)
- Miguel Ángel Fuentes ... Primer guardaespaldas
- Jorge Reynoso ... Segundo guardaespaldas (como Jorge Reinoso)
- John Fonseca ... Blanchard
- Kleomenes Stamatiades ... Souza
- Carlos González ... Tigre
- Humberto Johnson ... Chino
- Luis Negrete ... Blanquinegro
- Eduardo Noriega ... Echevarría
- Yogui Ruge ... Cantante
- Lizetta Romo ... Primera mujer
- Margarita Vernise ... Segunda mujer
- Manuel Anaya ... Indio